# Bagratyionovszk
Bagratyionovszk (oroszul Багратио́новск, régi német nevén  Preußisch Eylau) kisváros Oroszországban, a Kalinyingrádi területen. A Bagratyionovszki járás központja.

## Földrajz
A város a Kalinyingrádi területen fekszik, a lengyel határ mellett, a terület székhelyétől, Kalinyingrádtól körülbelül 45 km-re délre. Közúti határátkelőhely Lengyelország felé. Nem rendelkezik tengerparttal.

## Történelem
Preußisch Eylau poroszországi település 1819. április 1-jén a közigazgatási körzet székhelye lett. 1866. szeptember 2-án érte el a vasútvonal. Az első világháború során már 1914 augusztusában elfoglalták az oroszok, de szeptemberben el is mentek. 1945-ben szovjet csapatok elfoglalták Kelet-Poroszországgal együtt. 1947-re a német lakosság igencsak megfogyatkozott: elmenekült vagy megölték őket. 1946-tól már az újonnan megalakult Kalinyingrádi terület része. Ekkor kapta a Bagratyionovszk nevet Peter Bagrationi grúz herceg tiszteletére annak oroszos névváltozata: Pjotr Ivanovics Bagratyion alapján, aki a napóleoni háborúk egyik orosz hadvezére volt.

## Lakosság
1989-ben a lakossága 6728 fő, 2002-ben 7216 fő, 2010-ben 6400 fő volt. 

## Fordítás
Ez a szócikk részben vagy egészben  a   Bagrationovsk című angol Wikipédia-szócikk ezen változatának fordításán alapul.  Az eredeti cikk szerkesztőit annak laptörténete sorolja fel. Ez a jelzés csupán a megfogalmazás eredetét és a szerzői jogokat jelzi, nem szolgál a cikkben szereplő információk forrásmegjelöléseként.